# Eishockey-Europameisterschaft der U18-Junioren 1984
Die 17. Eishockey-Europameisterschaft der U18-Junioren fand vom 7. bis zum 13. April 1984 in den oberbayrischen Städten Rosenheim, Garmisch-Partenkirchen, Füssen und Bad Tölz statt. Die Spiele der B-Gruppe wurden vom 26. März bis zum 1. April 1984 in Herning in Dänemark ausgetragen. Austragungsort der C-Gruppe waren vom 21. bis zum 27. April 1984 die schottischen Städte Edinburgh und Kirkcaldy.

## A-Gruppe

### Vorrunde
Gruppe 1
| Spiele            | URS  | SWE  | BRD  | NED  | Tore  | Pkt. |
| ----------------- | ---- | ---- | ---- | ---- | ----- | ---- |
| 1. UdSSR          |      | 7:4  | 9:3  | 21:0 | 37:07 | 6:0  |
| 2. Schweden       | 4:7  |      | 11:0 | 18:0 | 33:07 | 4:2  |
| 3. BR Deutschland | 3:9  | 0:11 |      | 12:4 | 15:24 | 2:4  |
| 4. Niederlande    | 0:21 | 0:18 | 4:12 |      | 04:51 | 0:6  |

Gruppe 2
| Spiele              | TCH  | FIN | SUI  | FRA  | Tore  | Pkt. |
| ------------------- | ---- | --- | ---- | ---- | ----- | ---- |
| 1. Tschechoslowakei |      | 3:2 | 13:0 | 13:1 | 29:03 | 6:0  |
| 2. Finnland         | 2:3  |     | 8:3  | 4:1  | 14:07 | 4:2  |
| 3. Schweiz          | 0:13 | 3:8 |      | 5:2  | 08:23 | 2:4  |
| 4. Frankreich       | 1:13 | 1:4 | 2:5  |      | 04:22 | 0:6  |

### Endrunde
Für die beiden Gruppen der Endrunde wurden die untereinander erzielten Ergebnisse aus der Vorrunde übernommen. Diese Resultate sind hier in Klammern dargestellt.
Meisterrunde
| Spiele              | URS   | TCH   | SWE   | FIN   | Tore  | Pkt. |
| ------------------- | ----- | ----- | ----- | ----- | ----- | ---- |
| 1. UdSSR            |       | 4:2   | (7:4) | 9:2   | 20:08 | 6:0  |
| 2. Tschechoslowakei | 2:4   |       | 4:2   | (3:2) | 09:08 | 4:2  |
| 3. Schweden         | (4:7) | 2:4   |       | 6:2   | 12:13 | 2:4  |
| 4. Finnland         | 2:9   | (2:3) | 2:6   |       | 06:18 | 0:6  |

Platzierungsrunde
| Spiele            | BRD    | SUI   | FRA   | NED    | Tore  | Pkt. |
| ----------------- | ------ | ----- | ----- | ------ | ----- | ---- |
| 1. BR Deutschland |        | 8:7   | 6:2   | (12:4) | 26:13 | 6:0  |
| 2. Schweiz        | 7:8    |       | (5:2) | 8:3    | 20:13 | 4:2  |
| 3. Frankreich     | 2:6    | (2:5) |       | 5:2    | 09:13 | 2:4  |
| 4. Niederlande    | (4:12) | 3:8   | 2:5   |        | 09:25 | 0:6  |

### Meistermannschaften
| U18-Europameister UdSSR | Jewgeni Beloscheikin, Oleg Bratasch – Igor Nikitin, Igor Krawtschuk, Anatoli Fedotow, Alexei Grischtschenko, Sergei Seljanin, Michail Tatarinow, Oleg Posmetjew – Pawel Kadykow, Wladimir Gromilin, Igor Wjasmikin, Pawel Torgajew, Waleri Kamenski, Igor Rasko, Tawil Kaidarow, Alexander Semak, Igor Marjuchin, Konstantin Polozow, Wladimir Jelowikow Trainerstab: Marat Asmatow, Nikolai Kasakow |
| Silber Tschechoslowakei | Jaroslav Landsman, Ivo Čapek – Petr Svoboda, Stanislav Medřík, Jiří Látal, Miroslav Hošek, Petr Hodek, Jeništa, Dušan Králik – David Volek, Michal Pivoňka, Kamil Kašťák, Radek Ťoupal, Petr Ručka, Robert Šebek, Jiří Kučera, Tomáš Kapusta, Robert Kron, Ladislav Lubina, Milan Huluk Trainerstab: Bretislav Guryča, Zdeněk Šindler                                                                |
| Bronze Schweden         | Sam Lindståhl, Hans-Göran Elo – Mikael Andersson, Peter Schank, Mikael Johansson, Tommy Eriksson, Mats-Åke Lundström, Anders Lindström, Johan Hemström, Joakim Pehrson, Lars Edström, Urban Nordin, Petter Antti – Christian Due-Boje, Fredrik Olausson, Calle Johansson, Stefan Jansson, Per Schederin, Fredrik Stillman, Örjan Lindmark Trainerstab: Claes-Göran Wallin                            |

### Auszeichnungen
| Auszeichnung       | Spieler           | Team             |
| ------------------ | ----------------- | ---------------- |
| Topscorer          | Igor Wjasmikin    | UdSSR            |
| Bester Torhüter    | Jaroslav Landsman | Tschechoslowakei |
| Bester Verteidiger | Michail Tatarinow | UdSSR            |
| Bester Stürmer     | Alexander Semak   | UdSSR            |

All-Star-Team
| Angriff:      | Thomas Vrabec – Mikael Johansson – Igor Wjasmikin |
| Verteidigung: | Kari-Pekka Friman – Jiří Látal                    |
| Tor:          | Klaus Merk                                        |

## B-Gruppe

### Vorrunde
Gruppe 1
| Spiele         | NOR  | AUT | YUG  | ITA | Tore  | Pkt. |
| -------------- | ---- | --- | ---- | --- | ----- | ---- |
| 1. Norwegen    |      | 6:3 | 10:1 | 4:4 | 20:08 | 5:1  |
| 2. Österreich  | 3:6  |     | 6:5  | 7:4 | 16:15 | 4:2  |
| 3. Jugoslawien | 1:10 | 5:6 |      | 4:3 | 10:19 | 2:4  |
| 4. Italien     | 4:4  | 4:7 | 3:4  |     | 11:15 | 1:5  |

Gruppe 2
| Spiele       | POL  | ROM  | DEN  | BUL | Tore  | Pkt. |
| ------------ | ---- | ---- | ---- | --- | ----- | ---- |
| 1. Polen     |      | 15:5 | 4:2  | 4:1 | 23:08 | 6:0  |
| 2. Rumänien  | 5:15 |      | 10:3 | 9:6 | 24:24 | 4:2  |
| 3. Dänemark  | 2:4  | 3:10 |      | 7:3 | 12:17 | 2:4  |
| 4. Bulgarien | 1:4  | 6:9  | 3:7  |     | 10:20 | 0:6  |

### Endrunde
Für die beiden Gruppen der Endrunde wurden die untereinander erzielten Ergebnisse aus der Vorrunde übernommen. Diese Resultate sind hier in Klammern dargestellt.
Aufstiegsrunde
| Spiele        | NOR   | POL    | AUT   | ROM    | Tore  | Pkt. |
| ------------- | ----- | ------ | ----- | ------ | ----- | ---- |
| 1. Norwegen   |       | 4:3    | (6:3) | 6:1    | 16:07 | 6:0  |
| 2. Polen      | 3:4   |        | 9:3   | (15:5) | 27:12 | 4:2  |
| 3. Österreich | (3:6) | 3:9    |       | 7:6    | 13:21 | 2:4  |
| 4. Rumänien   | 1:6   | (5:15) | 6:7   |        | 12:28 | 0:6  |

Abstiegsrunde
| Spiele         | DEN   | BUL   | YUG   | ITA   | Tore  | Pkt. |
| -------------- | ----- | ----- | ----- | ----- | ----- | ---- |
| 1. Dänemark    |       | (7:3) | 8:4   | 11:2  | 26:09 | 6:0  |
| 2. Bulgarien   | (3:7) |       | 4:3   | 3:3   | 10:13 | 3:3  |
| 3. Jugoslawien | 4:8   | 3:4   |       | (4:3) | 11:15 | 2:4  |
| 4. Italien     | 2:11  | 3:3   | (3:4) |       | 08:18 | 1:5  |

### Auszeichnungen
| Auszeichnung       | Spieler           | Team     |
| ------------------ | ----------------- | -------- |
| Top-Scorer         | Heinz Ehlers      | Dänemark |
| Bester Torhüter    | Jarosław Wajda    | Polen    |
| Bester Verteidiger | Ole Petter Nykaas | Norwegen |
| Bester Stürmer     | Heinz Ehlers      | Dänemark |

## C-Gruppe
| Spiele            | HUN      | GBR      | BEL      | ESP      | Tore  | Pkt.  |
| ----------------- | -------- | -------- | -------- | -------- | ----- | ----- |
| 1. Ungarn         |          | 11:5 3:9 | 6:5 6:3  | 10:2 8:4 | 44:28 | 10:02 |
| 2. Großbritannien | 5:11 9:3 |          | 4:8 10:5 | 11:4 6:3 | 45:34 | 08:04 |
| 3. Belgien        | 5:6 3:6  | 8:4 5:10 |          | 10:2 8:2 | 39:30 | 06:06 |
| 4. Spanien        | 2:10 4:8 | 4:11 3:6 | 2:10 2:8 |          | 17:53 | 00:12 |

### Auszeichnungen
| Auszeichnung       | Spieler            | Team    |
| ------------------ | ------------------ | ------- |
| Top-Scorer         | Bob Moris          | Belgien |
| Bester Torhüter    | Yannick Verstappen | Belgien |
| Bester Verteidiger | Mike Pellegrims    | Belgien |
| Bester Stürmer     | Zoltán Leleszi     | Ungarn  |